# 星野好男
星野 好男（ほしの よしお、1950年11月2日 - ）は、栃木県日光市出身の元アイスホッケー選手である。ポジションはCF。

## 経歴
日光高校（現・日光明峰高校）から明治大学に進み、全日本として世界選手権に出場。日本代表史上最年少の21歳で1972年札幌オリンピックにも出場を果たす。
卒業後の1973年、国土計画に入社。カナダのブリティッシュコロンビア大学へアイスホッケー留学も経験。
1987年に史上初の日本リーグ通算450得点を達成。
全日本では主将も経験し、五輪3回、世界選手権14回出場を果たすなど日本を代表するフォワードとして活躍した。
1988年引退。日本リーグ通算得点185、アシスト266。得点王も2度獲得。
引退後の1988年から1991年までは全日本監督も務めた。
プロ野球の西武ライオンズのフロントに入り、1994年には広報部長に就任。
その後、球団代表補佐、代表を経て、2004年には堤義明に代わり2006年までオーナー代行兼社長を歴任した。
現在はプリンスホテル顧問。